# 伊路舒玛
伊路舒玛（英語：Ilu-shuma）（？—前1906年），早期亚述国王，（公元前1945年—公元前1906年在位）继承沙利姆-阿赫之位，其统治时期亚述对外交往有所扩大，同时他还在国内广泛进行建筑活动。死后由伊里舒姆一世接任。
| 前任： 沙利姆-阿赫 | 亚述国王 前1945年－前1906年 | 繼任： 伊里舒姆一世 |